# Celeus
Celeus is een geslacht van vogels uit de familie van de spechten (Picidae). De wetenschappelijke naam van het geslacht is voor het eerst geldig gepubliceerd in 1831 door Friedrich Boie.
De spechtensoorten uit dit geslacht komen voor in natuurlijke bossen en aangeplant bos in Midden- en Zuid-Amerika. Het zijn middelgrote, niet uitbundig gekleurde, spechten. Het zijn standvogels. Over de caatingaspecht werd vermoed dat hij sinds 1920 was uitgestorven tot de soort in 2006 werd herontdekt.

## Soorten
De volgende soorten zijn bij het geslacht ingedeeld:
- Celeus castaneus  – Kastanjespecht
- Celeus elegans  – Vaalkuifspecht
- Celeus flavescens  – Blondkuifspecht
- Celeus flavus  – Strogele specht
- Celeus galeatus  – Helmspecht
- Celeus loricatus  – Roodkeelspecht
- Celeus lugubris  – Bleekkuifspecht
- Celeus obrieni  – Caatingaspecht
- Celeus ochraceus  – Geelrugspecht
- Celeus spectabilis  – Oranjekopspecht
- Celeus torquatus  – Zwartborstspecht
- Celeus undatus  – Geschubde specht